# Sinezona confusa
Sinezona confusa is een slakkensoort uit de familie van de Scissurellidae. De wetenschappelijke naam van de soort is voor het eerst geldig gepubliceerd in 1994 door Rolán & Luque.